# France Gaud-Petit
France Gaud-Petit est une kayakiste française née le 9 avril 1947.

## Biographie
Aux Championnats du monde de descente 1969 à Bourg-Saint-Maurice, France Gaud est médaillée d'or en C-2 mixte par équipe et termine 5e de l'épreuve de C-2 mixte avec Georges Dransart.
Aux Championnats du monde de descente 1971 à Merano, elle est médaillée d'or en C-2 mixte par équipe et médaillée de bronze de l'épreuve de C-2 mixte avec Georges Dransart.
Elle est la seule femme de l'équipe de France de canoë-kayak aux Jeux olympiques d'été de 1972 à Munich, où elle est demi-finaliste de la course en ligne de kayak dame monoplace disputée sur 500 mètres.
Elle est championne de France de canoë mixte en 1969 et de kayak monoplace dames en 1972, 1973 et 1974.
Elle coécrit en 1973 avec Georges Dransart l'ouvrage Canoë-kayak, qui est le premier ouvrage technique consacré à cette discipline.
Elle se marie avec le rameur olympique Yvon Petit.
Elle est ensuite membre du conseil d'administration du Club nautique de Pornic, et présidente de l'Amicale des internationaux français de canoë-kayak (AIFCK).
Professeur d'éducation physique et sportive, elle est enseignante à l'École des hautes études commerciales de Paris et à l'École supérieure de commerce de Paris avant de prendre sa retraite en 2010. Elle est également élue en mars 2018 présidente de Jad’Évasion, une association consacrée à la gymnastique d’entretien du corps et au bien-être.